# اوزان دمیرباغ
اوزان دمیرباغ (انگلیسی: Ozan Demirbağ؛ زادهٔ ۱۲ فوریهٔ ۲۰۰۸) بازیکن فوتبال اهل ترکیه است که در حال حاضر برای باشگاه ورزشی آدانا دمیرسپور بازی می‌کند. 
وی همچنین در تیم ملی فوتبال زیر ۱۷ سال ترکیه بازی کرده‌است.